# Xã Granite Falls, Quận Chippewa, Minnesota
Xã Granite Falls (tiếng Anh: Granite Falls Township) là một xã thuộc quận Chippewa, tiểu bang Minnesota, Hoa Kỳ. Năm 2010, dân số của xã này là 253 người.